# Djelida
Djelida (em árabe: جليدة) é uma cidade localizada na província de Aïn Defla, no norte da Argélia. Sua população era de 36 076 habitantes, em 2008.